# Guarianthe

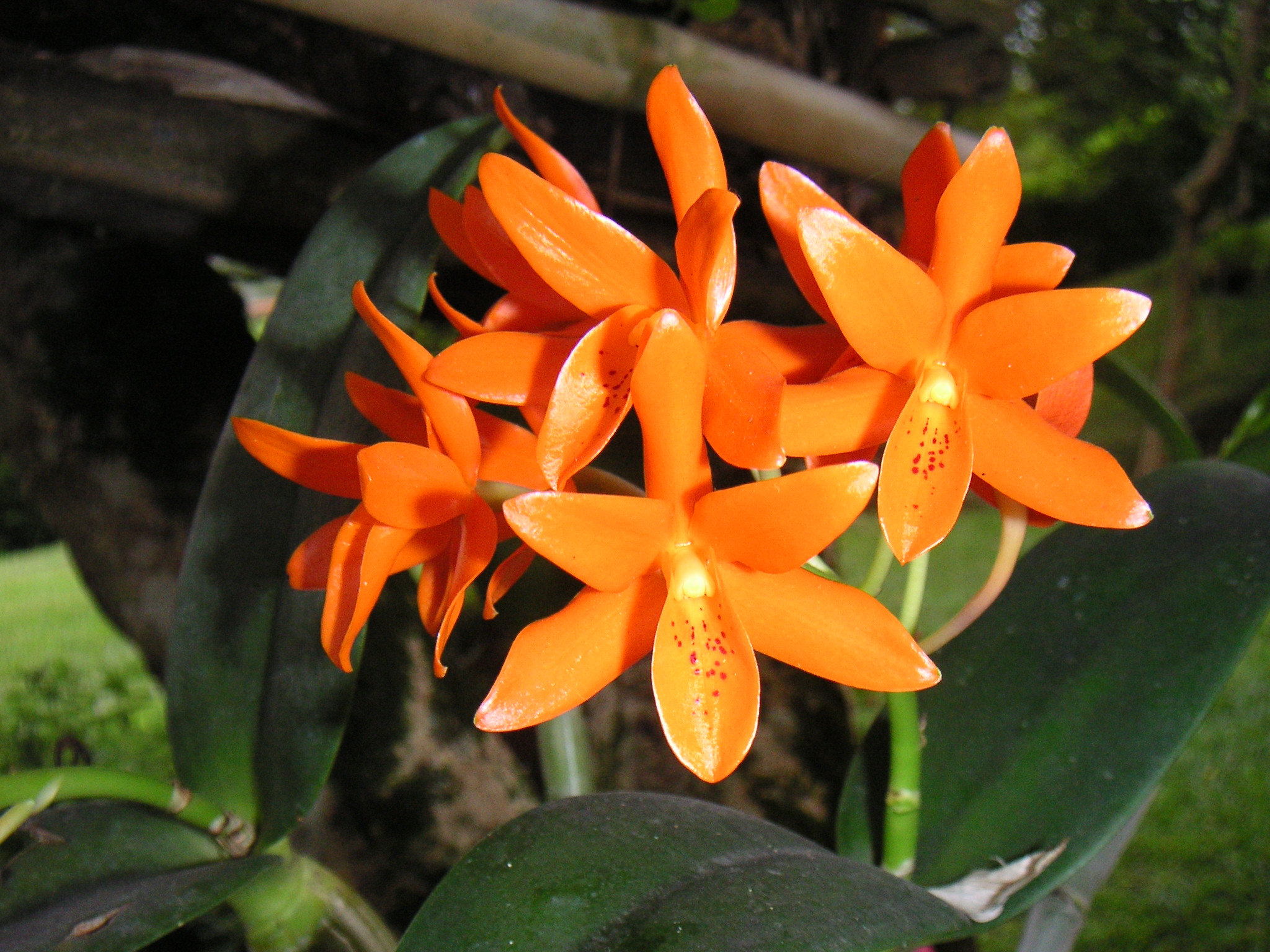
Guarianthe aurantiaca

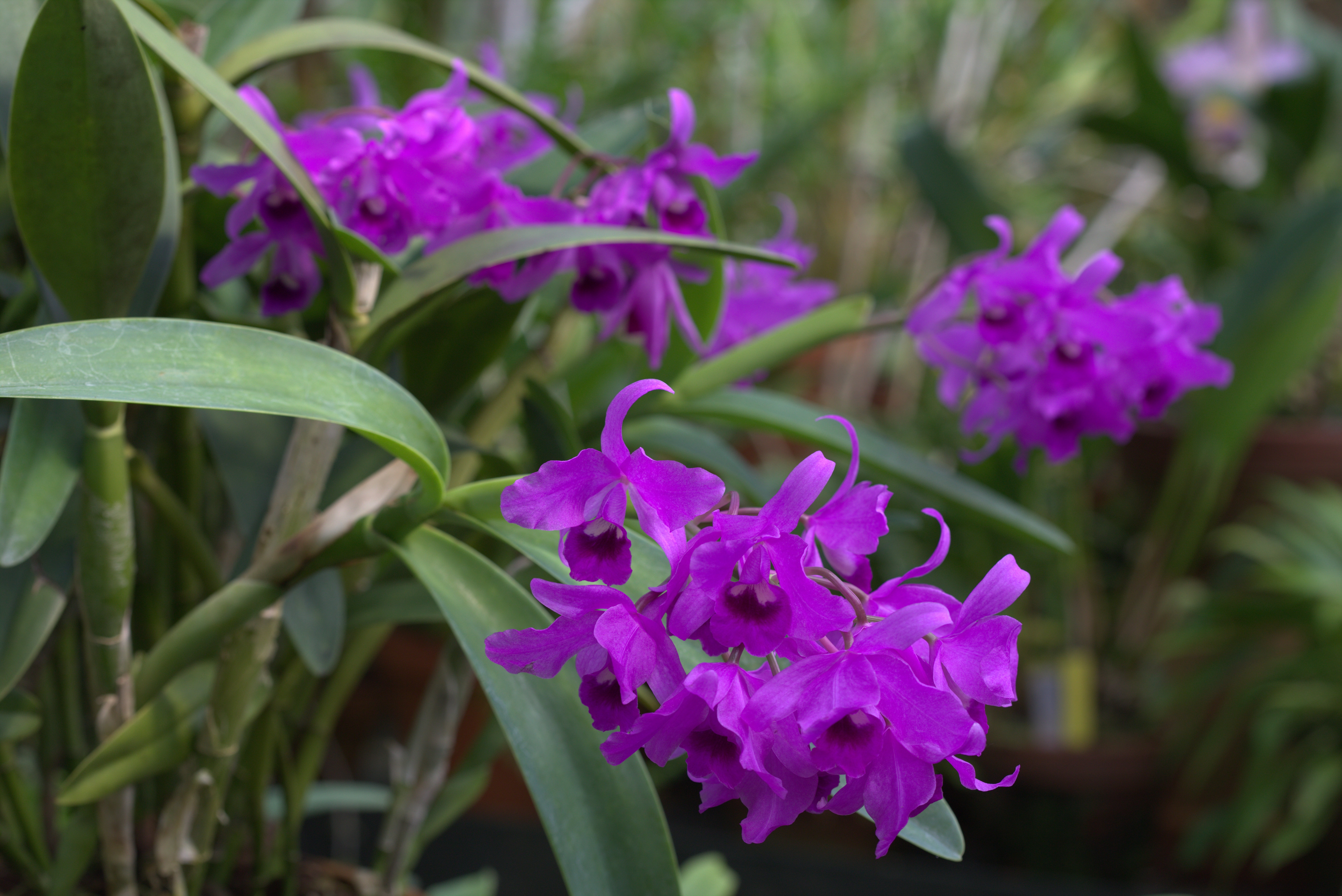
Guarianthe bowringiana

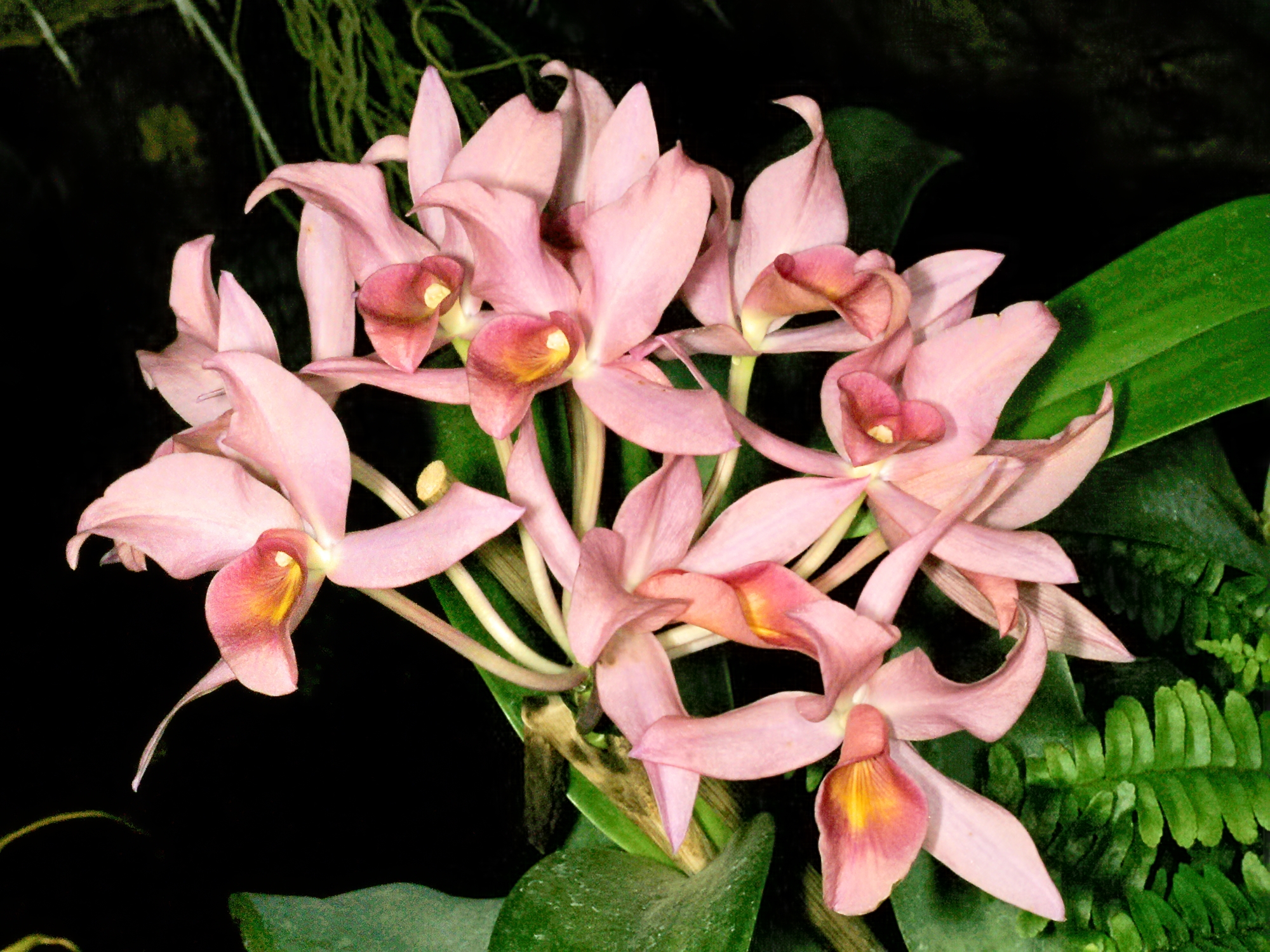
Guarianthe × laelioides

Guarianthe ist eine kleine Gattung aus der Familie der Orchideen (Orchidaceae). Sie umfasst vier Pflanzenarten, die alle in Mittel- und Südamerika vorkommen. Die Pflanzen wachsen meist epiphytisch oder an Felsen. Aufgrund ihrer schönen Blüten werden sie gelegentlich kultiviert.

## Beschreibung
Alle Arten dieser Gattung bilden an einem kriechenden Rhizom in kurzem Abstand Sprossen. Diese sind keulenförmig, am Übergang zum Rhizom manchmal mit einer runden Verdickung, sie bestehen aus mehreren Internodien und werden 20 bis 60 Zentimeter hoch. Rhizom und Spross sind von häutigen, trockenen Niederblättern umgeben. An der Spitze der Pseudobulben sitzen zwei länglich-ovale, ledrige, immergrüne, am Ende zugespitzte Laubblätter.
Der traubige Blütenstand erscheint aus einer Blütenscheide an der Spitze der Sprosse. Er trägt fünf bis 20 Blüten. Die resupinierten Blüten sind rosa oder orange gefärbt. Die Sepalen sind schmal-lanzettlich, die Petalen wesentlich breiter und am Rand etwas gefältelt (bei Guarianthe aurantiaca schmal und mit glattem Rand). Die Lippe ist ungelappt, an der Basis sind die Seiten nach oben um die Säule gerollt. Auf der Mitte weist die Lippe einen von der sonst einheitlich gefärbten Blüte unterschiedenen Farbfleck auf. Der Rand der Lippe kann glatt oder etwas gewellt sein. Die Säule ist keulenförmig und etwa zehn bis zwölf Millimeter lang. Das Staubblatt sitzt am Ende der Säule und enthält vier Pollinien. Zwischen dem Fruchtknoten und der Ansatzstelle der Blütenblätter befindet sich ein kurzes Nektarium (Cuniculus).

## Verbreitung
Die Arten der Gattung Guarianthe kommen hauptsächlich in Mittelamerika vor. Das Areal von Guarianthe aurantiaca reicht im Norden bis Mexiko, Guarianthe patinii hat das südlichste Verbreitungsgebiet, das von Panama bis nach Kolumbien, Venezuela und Trinidad reicht. Das Klima zeichnet sich meist durch eine durch Trockenheit bedingte jahreszeitliche Wachstumsruhe aus. Sie wachsen dort als Epiphyten.

## Systematik
Innerhalb der Unterfamilie Epidendroideae wird die Gattung Guarianthe in die Tribus Epidendreae und dort in die Subtribus Laeliinae eingeordnet. Schwestertaxon ist die Gattung Rhyncholaelia. Weitere nahe Verwandte von Guarianthe sind Brassavola, Cattleya und Cattleyella. Alle Arten waren lange in der Gattung Cattleya geführt. Erst die genetische Studie von van den Berg et al. ergab, dass diese Gruppe näher mit Rhyncholaelia als mit den hauptsächlich in Südamerika verbreiteten Cattleya-Arten verwandt ist. 2003 wurde dann die neue Gattung Guarianthe aufgestellt: der Name setzt sich zusammen aus guaria, einer in Costa Rica geläufigen Bezeichnung für Orchideen, und der griechischen Bezeichnung  άνθος anthe für „Blüte“. Die Gattung Guarianthe wurde 2003 von Robert Louis Dressler und Wesley Ervin Higgins in Lankesteriana : la revista cientifica del Jardin Botanico Lankester, Universidad de Costa Rica Band 7, Seite 37 veröffentlicht.
Es wurden folgende vier Arten in dieser Gattung beschrieben:
- Guarianthe aurantiaca (Bateman ex Lindl.) Dressler & W.E.Higgins (Syn.: Epidendrum aurantiacum Bateman): Sie kommt von Mexiko bis Nicaragua vor.[2]
- Guarianthe bowringiana (O’Brien) Dressler & W.E.Higgins (Syn.: Cattleya bowringiana J.H.Veitch ex O’Brien): Sie kommt von Mexiko bis Honduras vor.[2]
- Guarianthe hennisiana (Rolfe) Van den Berg (Syn.: Guarianthe patinii (Cogn.) Dressler & W.E.Higgins, Cattleya hennisiana Rolfe): Sie kommt von Costa Rica bis Venezuela und in Trinidad vor.[2]
- Guarianthe skinneri (Bateman) Dressler & W.E.Higgins (Syn.: Cattleya skinneri Bateman): Sie kommt vom südlichen Mexiko bis Nicaragua vor.[2]

Die natürlich vorkommende Hybride zwischen Guarianthe aurantiaca und Guarianthe skinneri wird Guarianthe × laelioides (Lem.) Van den Berg (Syn.: Guarianthe × guatemalensis (T.Moore) W.E.Higgins) genannt.

## Kultur
Aufgrund der großen, farbigen Blüten sind die Pflanzen in Kultur zu finden. Sie stellen im Vergleich zu anderen Orchideen geringere Ansprüche an die Kulturbedingungen. Sie wurden häufig als Kreuzungspartner verwendet.